# The Exchange 106
The Exchange 106 is een wolkenkrabber in Kuala Lumpur in Maleisië. Het bouwwerk werd in 2019 afgewerkt en in december 2019 officieel geopend.  Het was bij de opening de hoogste wolkenkrabber van Zuidoost-Azië.
Er bestaat grote verwarring over de hoogte van het kantoorgebouw en zelfs over het aantal verdiepingen. De geafficheerde hoogte van 492 m zou volgens critici de hoogte boven zeeniveau zijn, met de aanpalende straatingang op een hoogte van 25 meter boven zeeniveau. De berekeningen worden verder vertroebeld doordat de wolkenkrabber is gebouwd bovenop een groot winkelcentrum waarvan de toegangen op straatniveau sterk verschillen langs verschillende zijden, wat ook de discussie over het aantal verdiepingen beïnvloedt.
De toren is het landmark van de Tun Razak Exchange (TRX) project, een kantoorzone in het hart van de stad, ontwikkeld door 1Malaysia Development Berhad (1MDB). The Exchange 106 is gelegen in de wijk Bukit Bintang, direct ten westen van de green van de Royal Selangor Golf Club. De toren ligt zo'n twee kilometer ten zuidoosten van de Petronas Twin Towers, van 1998 tot 2003 de hoogste wolkenkrabbers ter wereld.